# Honda MVX 250F
L'Honda MVX 250F è una motocicletta di piccola cilindrata prodotta dalla casa motociclistica giapponese Honda dal 1983 al 1984.
Caratteristica comune a tutto il periodo di produzione era il motore tricilindrico 2 tempi (prima moto di serie stradale della Honda ad adottare tale tipologia di propulsore) con architettura V3 con bancate di 90°.

## Descrizione

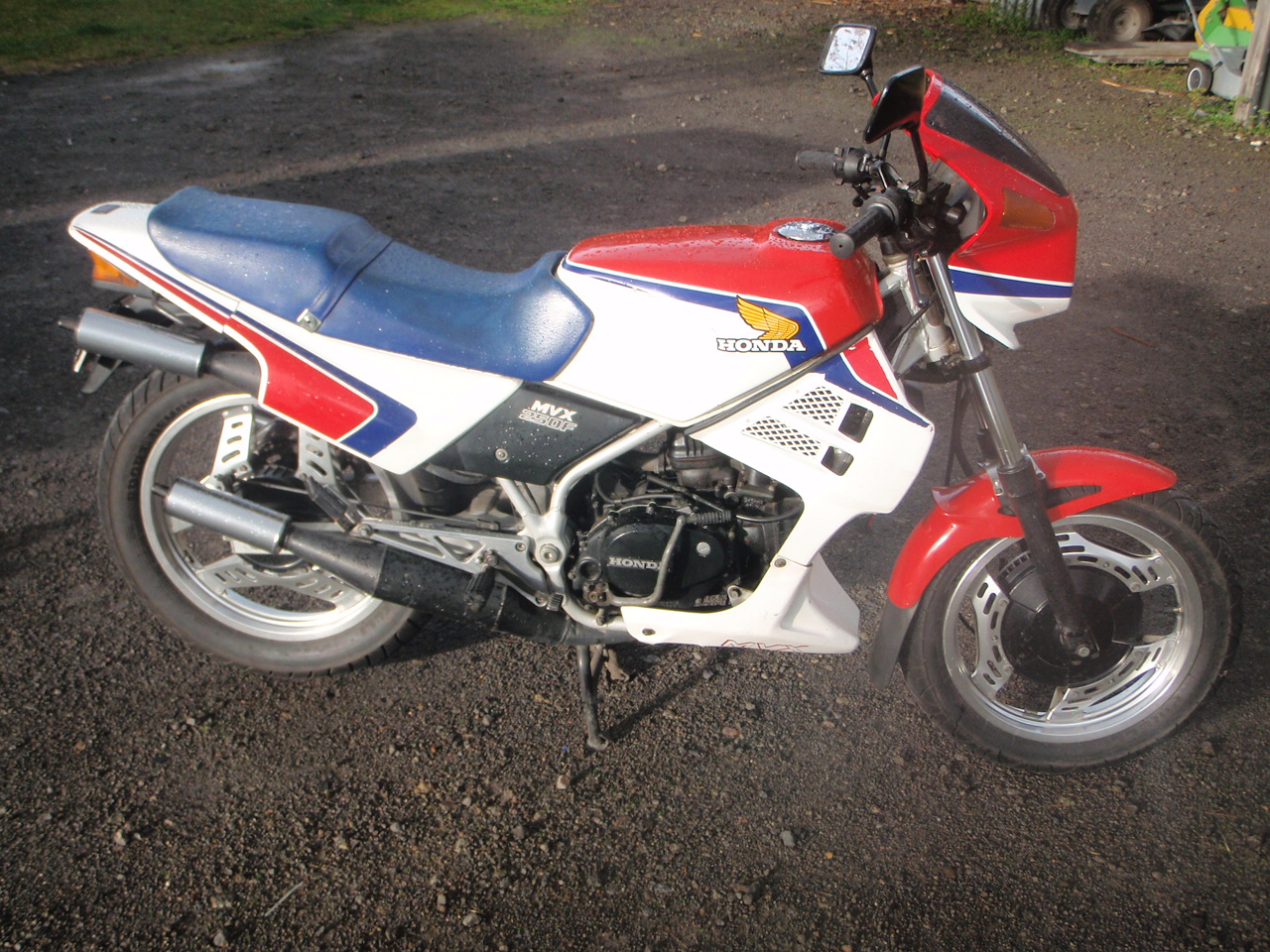
MVX250F

Nella versione base, il motore che è installato trasversalmente, produce 29 kW (39 CV) a 9000 giri/min. Il motore è montato su di un telaio in acciaio, posizionato con i due cilindri esterni inclinati in avanti e il cilindro posteriore in posizione verticalmente. La cilindrata è pari a 249 cm³, con un rapporto di compressione di 10,5:1. Per ragioni di peso è stato rimosso un contralbero di bilanciamento. La miscela olio benzina viene gestita da tre carburatori Keihin TA01 dal diametro di 20 mm. La potenza veniva gestita da un cambio a sei marce.
L'escursione delle sospensioni anteriore/posteriore è rispettivamente di 140/100 mm, con una forcella anteriore e forcellone posteriore con ammortizzatore centrale Pro-Link; quest'ultimo era regolabile in tre posizioni. Il freno anteriore ha un disco da 235 mm di diametro mentre il posteriore da 160 mm, entrambi carenati e montato a centro ruota.
In termini di design ed estetica, l'MVX condivide le forme con la Honda VT 250F e la Honda VF 400F, con molte parti che sono state progettate in comune proprio con la VT 250F. Mentre il serbatoio, la sella, le carenature laterali, sono esclusive di questo modello, il faro, gli interruttori sul manubrio, la luce posteriore, il parafango anteriore, sono gli stessi della VT 250F.

## Caratteristiche tecniche
| Caratteristiche tecniche - Honda MVX 250F                    | Caratteristiche tecniche - Honda MVX 250F                               | Caratteristiche tecniche - Honda MVX 250F                               | Caratteristiche tecniche - Honda MVX 250F                               | Caratteristiche tecniche - Honda MVX 250F                               | Caratteristiche tecniche - Honda MVX 250F                               |
| ------------------------------------------------------------ | ----------------------------------------------------------------------- | ----------------------------------------------------------------------- | ----------------------------------------------------------------------- | ----------------------------------------------------------------------- | ----------------------------------------------------------------------- |
|                                                              |                                                                         |                                                                         |                                                                         |                                                                         |                                                                         |
| Dimensioni e pesi                                            |                                                                         |                                                                         |                                                                         |                                                                         |                                                                         |
| Ingombri (lungh.×largh.×alt.)                                | 2010 × 735 × 1155 mm                                                    | 2010 × 735 × 1155 mm                                                    | 2010 × 735 × 1155 mm                                                    | 2010 × 735 × 1155 mm                                                    | 2010 × 735 × 1155 mm                                                    |
| Altezze                                                      | Sella: 780 mm                                                           | Sella: 780 mm                                                           | Sella: 780 mm                                                           | Sella: 780 mm                                                           | Sella: 780 mm                                                           |
| Interasse: 1370 mm                                           | Interasse: 1370 mm                                                      | Massa a vuoto:                                                          | Massa a vuoto:                                                          | Serbatoio: 17 litri                                                     | Serbatoio: 17 litri                                                     |
| Meccanica                                                    |                                                                         |                                                                         |                                                                         |                                                                         |                                                                         |
| Tipo motore: V3 a 2 tempi                                    | Tipo motore: V3 a 2 tempi                                               | Tipo motore: V3 a 2 tempi                                               | Tipo motore: V3 a 2 tempi                                               | Raffreddamento: a aria                                                  | Raffreddamento: a aria                                                  |
| Cilindrata                                                   | 249 cm³ (Alesaggio 47 × Corsa 48 mm)                                    | 249 cm³ (Alesaggio 47 × Corsa 48 mm)                                    | 249 cm³ (Alesaggio 47 × Corsa 48 mm)                                    | 249 cm³ (Alesaggio 47 × Corsa 48 mm)                                    | 249 cm³ (Alesaggio 47 × Corsa 48 mm)                                    |
| Distribuzione: Induzione con valvola lamellare nel basamento | Distribuzione: Induzione con valvola lamellare nel basamento            | Distribuzione: Induzione con valvola lamellare nel basamento            | Alimentazione: carburatore                                              | Alimentazione: carburatore                                              | Alimentazione: carburatore                                              |
| Potenza:                                                     | Potenza:                                                                | Coppia: 32 Nm a 8500 giri/min                                           | Coppia: 32 Nm a 8500 giri/min                                           | Rapporto di compressione:                                               | Rapporto di compressione:                                               |
| Frizione: multidisco a bagno d'olio                          | Frizione: multidisco a bagno d'olio                                     | Frizione: multidisco a bagno d'olio                                     | Cambio: a 6 marce                                                       | Cambio: a 6 marce                                                       | Cambio: a 6 marce                                                       |
| Accensione                                                   | elettronica                                                             | elettronica                                                             | elettronica                                                             | elettronica                                                             | elettronica                                                             |
| Avviamento                                                   | elettrico                                                               | elettrico                                                               | elettrico                                                               | elettrico                                                               | elettrico                                                               |
| Ciclistica                                                   |                                                                         |                                                                         |                                                                         |                                                                         |                                                                         |
| Telaio                                                       | in acciaio                                                              | in acciaio                                                              | in acciaio                                                              | in acciaio                                                              | in acciaio                                                              |
| Sospensioni                                                  | Anteriore: forcella telescopica con escursione / Posteriore: forcellone | Anteriore: forcella telescopica con escursione / Posteriore: forcellone | Anteriore: forcella telescopica con escursione / Posteriore: forcellone | Anteriore: forcella telescopica con escursione / Posteriore: forcellone | Anteriore: forcella telescopica con escursione / Posteriore: forcellone |
| Freni                                                        | Anteriore: disco / Posteriore: disco                                    | Anteriore: disco / Posteriore: disco                                    | Anteriore: disco / Posteriore: disco                                    | Anteriore: disco / Posteriore: disco                                    | Anteriore: disco / Posteriore: disco                                    |
| Pneumatici                                                   | Anteriore: 110/90/16"; Posteriore: 110/80 18"                           | Anteriore: 110/90/16"; Posteriore: 110/80 18"                           | Anteriore: 110/90/16"; Posteriore: 110/80 18"                           | Anteriore: 110/90/16"; Posteriore: 110/80 18"                           | Anteriore: 110/90/16"; Posteriore: 110/80 18"                           |
| Fonte dei dati:                                              |                                                                         |                                                                         |                                                                         |                                                                         |                                                                         |